# 제17회 부천국제애니메이션페스티벌
제17회 부천국제애니메이션페스티벌은 2015년 10월 23일에 열린 시상식이다.

## 수상 및 후보

### 본상-대상 (장편)
- 백일홍 : 미스 호쿠사이 - 하라 케이이치 수상

### 본상-대상 (단편)
- 해변의 깃발 - 사라 세이단 수상

### 본상-대상 (학생)
- 고치 - 여은아 수상

### 본상-심사위원상 (장편)
- 에덴의 끝 - 게르하르 트레믈 외1명 수상

### 본상-심사위원상 (단편)
- 마왕 - 게오르그 쒸제벨 수상

### 본상-심사위원상 (학생)
- 엄마에겐 비밀이에요 - 가부키 사와코 수상

### 본상-관객상 (장편)
- 겁쟁이페달 The Movie - 나베시마 오사무 수상

### 본상-관객상 (단편)
- 스마트 몽키 - 뱅상 파로노드 수상

### 본상-관객상 (학생)
- 친구가 되고 싶어요 - 오가와 이쿠 수상

### 본상-TV&커미션드 (국내)
- 그라미의 서커스쇼 2 - 신창환 수상

### 본상-TV&커미션드 (해외)
- 작은 새, 드미트리의 모험 - 아그네스 르크루 수상

### 본상-온라인 우수상
- 원플러스원 - 허수영 수상

### 특별상-DHL DIVERSITY상
- 공포의 물고기 - 시양야오 수상

### 특별상-빈스로드상
- 리좀 - 보리스 라베 수상

### 특별상-온라인 네티즌상 (해외)
- 라스메이 - 테비 두브레이 수상

### 특별상-온라인 네티즌상 (국내)
- 기억 세탁소 - 가경란 외2명 수상

### 특별상-장편 우수상
- 팬텀 보이 - 알랭 가뇰 수상

### 장편경쟁부문
- 매직 마운틴 - 안카 다미안
- 내 주머니 속의 돌들 - 시그네 바우만
- 솔로탈출귀 - 전용석

### 단편경쟁부문
- 우주를 향한 꿈 - 콘스탄틴 브론지트
- 바뇰레 거리의 태양 - 쿠엔틴 기슈
- 엘만도 - 안톤 옥타비안
- 벙어리 장갑 - 클레멘타인 로박
- 세상의 모든 아름다운 것들 - 라피 야니거 외1명
- 줄줄이 꿴 호랑이 - 브누아 슈
- 컬러스 인 더 서브웨이 - 김명은
- 마라톤 다이어리 - 한네 베르카아크
- 뉴-라이프 - 린 킴
- 검열의 시대 - 아이스 카르탈
- 소피아 - 릴리앙 바스케스
- 까마귀 이야기 - 아그네스 패트런 외1명
- 야외극장 - 필리포 리베티 외1명
- 자연의 법칙 - 에밀리오 예브라
- 아멜리아와 두아르테 - 앨리스 구이마라에스 외1명
- 헤어컷 - 버지니아 모리
- 발자국 - 빌 플림튼
- 듀엣 - 글렌 킨
- 제비 - 첸 시
- 심야버스 2011 - 벤자민 피첸하이타
- 세일러 그레이브 - 이사벨 에르구에라
- 낯선 오후의 정경 - 레아 비다코빅
- 무지개 인생 - 에두아르도 바르아프치그
- 링링! - 토마스 네펠
- 유혹의 자동차 극장 - 아르한 빌샤우트
- 피그 - 스티븐 서보트닉
- 림보 림보 트래블 - 주잔나 크레이프 외1명
- 살육의 피크닉 - 한나 르타이프
- 섹시 런드리 - 이자벨라 프루신스카
- 율 앤 스네이크 - 가브리엘 하렐
- 타이페이 리사이클 - 니키 슈스터
- 5월 이야기 - 시몬느 마씨
- 벌거벗은 남자 - 타투 포자비르타
- 슬립워커 - 테오도르 위셰브

### 학생경쟁부문
- 어머니 - 조안 정
- 사촌 베르트 - 13명의 학생들
- 비밀둥지 - 뿡빵뀨
- 스위치맨 - 샤오-쿠에이 퉁
- 토요일 - 조안 린
- 히어로 발러캣 - 벤자민 라이커
- 그녀의 마음 한 구석 - 이시타니 메구미
- 버블 - 람 이 싱 외2명
- 오퍼레이션 라이징 터스크 - 벤자민 브랜드 외5명
- 팡타스마고리 - 이지호 외3명
- 떠돌이 고양이 - 카이데 왕
- 세 개의 사과 - 25명의 학생들
- 완전히 다른 세계 - 나탈리아 체르니쇼바
- 영혼의 여정 - 파에드라 데리지오티
- 방랑자 - 페드로 이보 카르바로
- 블랙 랜드 - 다비-자이나브 파이다이
- 내 마음 속 괴물 - 쩡 야원
- 야전병원 - 막심 브롱델 외6명
- 대가 - 에드워드 차우
- 조금 추운 날 - 김지혜
- 순풍 - 기노시타 에리
- 공룡 화석과 소녀, 메리 애닝 - 실뱅 마리오
- 어부의 딸 - 베릭 마리나
- 세임 리버 트와이스 - 마 웨이지아
- 리틀 몬스터 - 클라라 루
- 베리 - 비체 팔만
- 아아아 - 노영미
- 엔젤 나이트 - 코사카 하루히
- 아침을 위한 준비 - 최우진
- 마이셀륨 - 줄리아 체스치노 외5명
- 세상의 끝에서 - 샘 사우스워드
- 리플렉션 - 앨리스 구조
- 조심히 잘 다뤄 주세요 - 피아 듀킥
- 그림자 여신 - 데반잔 난디
- 백 홈 - 레오 슈바이처 외1명
- 해브 어 굿 슬립 - 세코 하루카
- 룸메이트 원티드 – 사느냐 죽느냐 - 레르케 엘리자베스 크로만느
- 깊은 밤 - 빅토르 스보보다
- 아이온 - 페트라 헬레니노바
- 엉덩이 요정 - 가부키 사와코
- 이반이 원하는 것 - 베로니카 링 외2명
- 새집 증후군 - 춘-티엔 천 외1명
- 수상한 공항 - 카밀 살렘
- 바다아이 - 김민하
- 노벨 - 인카 마티라이넨
- 다른 방식으로 보기 - 제롤드 총
- 피포 - 엘리엇 데슈세스
- wHole - 로버트 배닝 외1명
- 사든가 죽든가 - 울리 르퍼부

### TV&커미션드경쟁부문
- 인 앤 야나 - 패밀리 - 안톤 디아코프
- 말하는 과일 – EP. #26 친구 만들기 - 우지징
- 선물 - 맷 아비스
- 좀비덤 – 플라이 미 투 더 문 - 이문용
- 이야기 속으로 – 개미와 베짱이 - 마리나 앤드리 스콥
- 갤럭시 키즈 - 김탁훈 외1명
- 코요테와 거대 바위 - 아론 가우더
- 왓 이즈 씽킹 - 이네케 구스
- 에이비씨 오브 데쓰 2 (타이틀 시퀀스) - 볼프강 마치
- 스페네루 앤 조 - 스테판 피에라
- 크로네믹스 - 에드 바렛
- 놓지마 정신줄 - 김근영
- 허풍선이 과학쇼 - 홍성욱
- 베어 미 - EP. #6 사춘기 - 카시아 빌크
- 트위스티 '케이브맨' - 라우 킴 산

### 온라인경쟁부문
- 엘리를 찾아서 - 리웬유
- 딴짓하다 걸리면 이렇게 된다 - 폴라 아사두리안 외5명
- 환상의 네불라 - 카밀 안드레 외6명
- 못생긴 앵무새 - 마스 와이드너
- 바닷가 추억 - 옌 라이 쳔
- 아델리 앤 폴 - 미야자와 카나
- 총알에 달린 인생 - 조안 린 외1명
- 아미르 앤 아미라 - 마르샬 앙드레 외5명
- 아메리카노 리턴 - 리카르도 레나
- 백일홍 - 정채원 외1명
- 목적지 - 장지영
- 오드보드 - 22명의 학생들

### 초청장편
- [[Itoh Project <죽은자의 제국>]] - 마키하라 료타로
- 슈퍼 스파이: 수상한 임무 - 하비에르 페서
- 낙원추방 - 미즈시마 세이지
- 노블레스 - 구봉회

### 특별전-안시2015 BEST
- 모델 - 로사나 우르베스
- 에드몬드 - 니나 갠츠
- 주인 - 리호 운트
- 마이나르스키 데스 플러밋 - 매튜 랜킨
- 리좀 - 보리스 라베
- 아빠 - 마르쿠스 아르미타지
- 월드 오브 투모로우 - 돈 헤르츠펠트

### 특별전-컨템포러리 크로아티아애니메이션
- 그래서 그는 집에 돌아갔다 - 바트로슬라프 미미카
- 슈로갓 - 듀상 뷰코틱
- 텁 텁 - 네델리코 드라직
- 사티마니아 - 츠덴코 가슈파로비츠
- 리바이어던 - 시몬 보고제빅-나라드
- 히피 퓨처 - 달리보 바릭
- 헝거 - 페트라 즐로노가
- 감시자들 - 다니엘 슈지치

### BIAF키즈
- 뽀롱뽀롱 뽀로로 5기 - 신창환 외1명
- 뽀롱뽀롱 뽀로로 3기 - 신창환 외1명
- 꼬마버스 타요 3기 - 신창환 외1명
- 타요의 씽씽 극장 2기 - 신창환 외1명
- 라바 - 맹주공
- 바다 탐험대 옥토넛 스페셜 - 니키 팰런